# 王鹏 (1978年)
王鹏（1978年6月16日—），出生于辽宁省大连市，中国足球运动员。
2003年底，王鹏曾经入选了中国国家队，不过在2004年亚洲杯之前因伤退出。之后三年时间内，王鹏都没有再次入围，直至2007年，才再次入选奔赴马来西亚参加了2007年亚洲杯，不过中国队小组赛即遭淘汰，王鹏并未获得上场机会。
2006年王鹏被大连实德租借到西安国际，2007年返回大连效力，2008年1月又由大连实德正式转会已经改名为陕西中新的原国际队。

## 争议
2020年7月31日，被大连广播电视台邀请为中超联赛河南建业与大连人职业足球俱乐部的比赛解说嘉宾的王鹏在19时40分直播开始前与解说员郭毅飞预测比赛结果，得知河南建业队外援巴索戈因感染新冠肺炎缺席比赛后，说：“真的吗？确实是啊，感谢新冠。”该视频被郭毅飞上传到个人抖音号，引发批评。大连广播电视台文体频道查实后，于8月2日发布向巴索戈本人、河南建业队及其球迷的致歉，并公布处理决定，责令郭毅飞和王鹏通过原抖音号向河南建业队、球迷和有关球员做出真诚道歉，并在道歉后关停该抖音号；停止郭毅飞解说资格，不再邀请王鹏担任嘉宾。同日，郭毅飞和王鹏在抖音发布了道歉视频；河南建业队发微博回应，称二人不当言论对各方造成极大伤害，社会影响恶劣，大连广播电视台能公开道歉并处理相关责任人，“知错能改，善莫大焉”。